# Corydalis pakistanica
Corydalis pakistanica är en vallmoväxtart som beskrevs av Saiyad Masudal Saiyid Masudul Hasan Jafri. Corydalis pakistanica ingår i släktet nunneörter, och familjen vallmoväxter. Inga underarter finns listade i Catalogue of Life.